# Dasychira pinodes
Dasychira pinodes är en fjärilsart som beskrevs av Bethune-Baker 1911. Dasychira pinodes ingår i släktet Dasychira och familjen tofsspinnare. Inga underarter finns listade i Catalogue of Life.